# 関西メディカル病院
関西メディカル病院（かんさいメディカルびょういん）は、社会医療法人純幸会が大阪府豊中市新千里西町に設置する病院。

## 診療科
（この節の出典）
- 内科
- 乳腺外科
- 整形外科
- 耳鼻咽喉科
- 眼科
- 形成外科
- 外科
- リハビリテーション科
- 人工透析内科
- 小児科
- 泌尿器科
- 循環器内科
- 消化器内科
- 肛門外科
- 麻酔科
- 放射線科
- 脳神経内科
- 脳神経外科
- 腎臓移植外科
- 腎臓内科
- 病理診断科
- 救急科
- アレルギー科
- リウマチ科
- 心臓血管外科

## 医療機関の指定・認定
（下表の出典）
| 保険医療機関                             | 労災保険指定病院                               |
| 母体保護法指定医の配置されている医療機関 | 生活保護法指定病院                             |
| 指定自立支援病院（更生医療）             | 結核指定病院                                   |
| 原子爆弾被害者一般疾病医療取扱病院       | DPC対象病院                                    |
| 指定小児慢性特定疾病医療機関             | 身体障害者福祉法指定医の配置されている医療機関 |
| 在宅療養後方支援病院                     | 地域医療支援病院                               |

- 救急告示病院（二次救急）[2]
- このほか、各種法令による指定・認定病院であるとともに、各学会の認定施設でもある。

## 交通アクセス
- 北大阪急行電鉄南北線・大阪モノレール本線「千里中央駅」下車[3]

## 周辺
- 豊中市新千里消防署[3]
- 大正製薬関西支店[3]